# Павел Тавеннисиот
Па́вел Тавеннисио́т (др.-греч. Παύλος ό Ταβεννησιώτος) — патриарх Александрийский (537—539).
Павел Тавеннисиот был избран патриархом в 537 году, после смещения с престола монофизитов Феодосия I и Гайана. Павел Тавеннисиот был первым последователем Халкидонского собора, избранный Патриархом после 482 года. Рукоположён константинопольским патриархом Миной.
Это избрание привело к окончательному разделению между монофизитами и православными линии, который длится до сегодняшнего дня.
Феофан Исповедник писал о том, что Павла считали сторонником Халкидона, но он почтил память монофизита Севира Антихийского и вызвал гнев императора.
В. В. Болотов сообщает другую версию: прибыв в Александрию, Павел начал борьбу с монофизитами. Главным объектом, против которого действовал Павел, был главнокомандующий в Александрии Илия, за которого ходатайствовал дьякон Псой. Узнав о сочувствии Псоя к Илие, Павел посадил Псоя в тюрьму и подверг его таким истязаниям, что от мучений Псой умер. Детей Псоя, чтобы скрыть своё преступление, патриарх хотел забрать и изолировать, но они бежали в Константинополь, где дело получило огласку. После этого император Юстиниан I решил судить Павла.
Суд над Павлом состоялся в Газе, где он был низложен решением патриархов Ефрема Антиохийского и Петра Иерусалимского, а также Ипатия Эфесского и Пелагия, представителя римского папы Вигилия. Те же лица в Газе посвятили в патриаршее достоинство палестинского монаха Зоила, сторонника Халкидонского Собора.